# Thyridosmylus marmoratus
Thyridosmylus marmoratus är en insektsart som beskrevs av Fraser 1955. Thyridosmylus marmoratus ingår i släktet Thyridosmylus och familjen vattenrovsländor. Inga underarter finns listade i Catalogue of Life.